# دوزنان
دوزنان هي قرية في مقاطعة ميانة، إيران. عدد سكان هذه القرية هو 284 في سنة 2006.